# Elytraria
Elytraria is een geslacht uit de acanthusfamilie (Acanthaceae). De soorten komen voor van het zuiden van de Verenigde Staten tot in Argentinië, in het Caraïbisch gebied, in tropisch Afrika, op het Indisch subcontinent en op Madagaskar en Sri Lanka.

## Soorten
- Elytraria acaulis (L.f.) Lindau
- Elytraria bissei H.Dietr.
- Elytraria bromoides Oerst.
- Elytraria caroliniensis (J.F.Gmel.) Pers.
- Elytraria cubana Alain
- Elytraria filicaulis Borhidi & O.Muñiz
- Elytraria imbricata (Vahl) Pers.
- Elytraria ivorensis Dokosi
- Elytraria klugii Leonard
- Elytraria macrophylla Leonard
- Elytraria madagascariensis (Benoist) E.Hossain
- Elytraria marginata Vahl
- Elytraria maritima J.K.Morton
- Elytraria mexicana Fryxell & S.D.Koch
- Elytraria minor Dokosi
- Elytraria nodosa E.Hossain
- Elytraria planifolia Leonard
- Elytraria prolifera Leonard
- Elytraria shaferi (P.Wilson) Leonard
- Elytraria spathulifolia Borhidi & O.Muñiz
- Elytraria tuberosa Leonard

... · 
Acanthopsis · 
Acanthus · 
Achyrocalyx · 
Afrofittonia · 
Ambongia · 
Ancistranthus · 
Andrographis · 
Angkalanthus · 
Anisacanthus · 
Anisosepalum · 
Anisotes · 
Anomacanthus · 
Aphanosperma · 
Aphelandra · 
Ascotheca · 
Asystasia · 
Avicennia · 
Ballochia · 
Barleria · 
Barleriola · 
Blepharis · 
Borneacanthus · 
Boutonia · 
Brachystephanus · 
Bravaisia · 
Brillantaisia · 
Brunoniella · 
Calacanthus · 
Calycacanthus · 
Camarotea · 
Carlowrightia · 
Celerina · 
Cephalacanthus · 
Chalarothyrsus · 
Chamaeranthemum · 
Chileranthemum · 
Chlamydacanthus · 
Chlamydocardia · 
Chorisochora · 
Chroesthes · 
Clinacanthus · 
Clistax · 
Codonacanthus · 
Conocalyx · 
Cosmianthemum · 
Crabbea · 
Crossandra · 
Crossandrella · 
Cyclacanthus · 
Cynarospermum · 
Cyphacanthus · 
Danguya · 
Dasytropis · 
Dichazothece · 
Dicladanthera · 
Dicliptera · 
Dischistocalyx · 
Duosperma · 
Dyschoriste · 
Ecbolium · 
Echinacanthus · 
Elytraria · 
Encephalosphaera · 
Eranthemum · 
Eremomastax · 
Filetia · 
Fittonia · 
Forcipella · 
Glossochilus · 
Graphandra · 
Graptophyllum · 
Gymnostachyum · 
Gypsacanthus · 
Hansteinia · 
Haplanthodes · 
Harpochilus · 
Hemigraphis · 
Henrya · 
Herpetacanthus · 
Heteradelphia · 
Holographis · 
Hoverdenia · 
Hulemacanthus · 
Hygrophila · 
Hypoestes · 
Ichthyostoma · 
Isoglossa · 
Isotheca · 
Jadunia · 
Justicia · 
Kalbreyeriella · 
Kosmosiphon · 
Kudoacanthus · 
Lankesteria · 
Leandriella · 
Lepidagathis · 
Megalochlamys ·
Ruellia · 
Strobilanthes · 
Thunbergia · 
...